# ペルシア

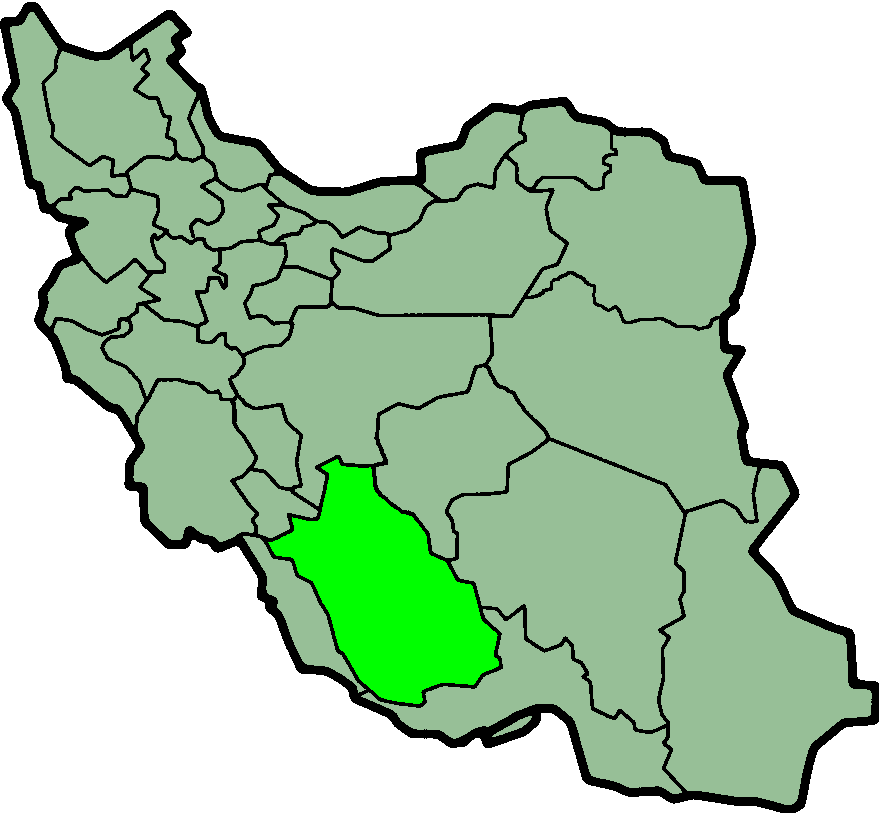
現在のイラン全土とファールス地方

ペルシア、ペルシャ（ギリシア語: Περσία）は、現在のイランを表すヨーロッパ側の古名である。漢名は波斯（はし）・波斯国（はしこく）。波斯と書いてペルシャ、ペルシヤと読ませることもある。イランの主要民族・主要言語の名称でもある。

## 概要
古代ペルシア人は「パールサ」（𐎱𐎠𐎼𐎿）を自称していた。それを古代ギリシャ人が「ペルシス」と発音するようになり、さらにラテン語で「ペルシア」となった。
かつてイランに対する外国からの呼び名として「ペルシア」が用いられたが、1925年のレザー・シャー・パハラヴィーの即位後にイスラム化前への復古主義が盛んとなり、1935年3月21日に「アーリア」に由来する「イラン」に改めるよう諸外国に要請し、日本の外務省もそれに従った。しかし混乱が見られ、1959年、研究者らの主張によりイランとペルシアは代替可能な名称と定めた。その後1979年のイラン・イスラーム革命によってイスラーム共和国の名を用いる一方、国名はイランと定められた。
イランの主要民族・主要言語は現在もペルシア人・ペルシア語と呼ばれている。なお、イラン人・イラン語はペルシア人・ペルシア語とは示す範囲が異なり、代替可能ではない。
歴史的イラン世界では、古代ペルシアのパールサ地方 Pârsâ のこと。語源は騎馬者を意味するパールス Pârs。ギリシャ語ではペルシス（Πέρσις Persis）と呼ばれ、現代イランでファールス地方にあたる。
ペルシアに相当する日本語や諸外国で表記される語は、現代のペルシア語ではイラン、またはパールサの現代形のファールスと呼ばれている語である。たとえばペルシア語をファールス語に相当する現代のペルシア語ファールスィー（ペルシア語: فارسى fārsi）と呼ぶ。
また、この地に興ったペルシア帝国と呼ばれる諸王朝も指す。ただし、同じ地に興ったパルティア（アルシャク朝）はペルシアとは語源的に無関係である。
イランの文化や特産物に対する呼び名としても使われる。

## ペルシアの王朝

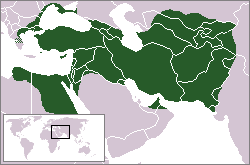
アケメネス朝の領域
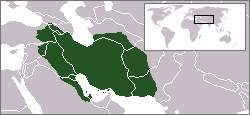
アルサケス朝の領域
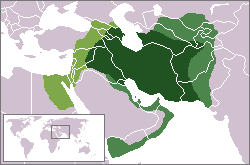
サーサーン朝の領域
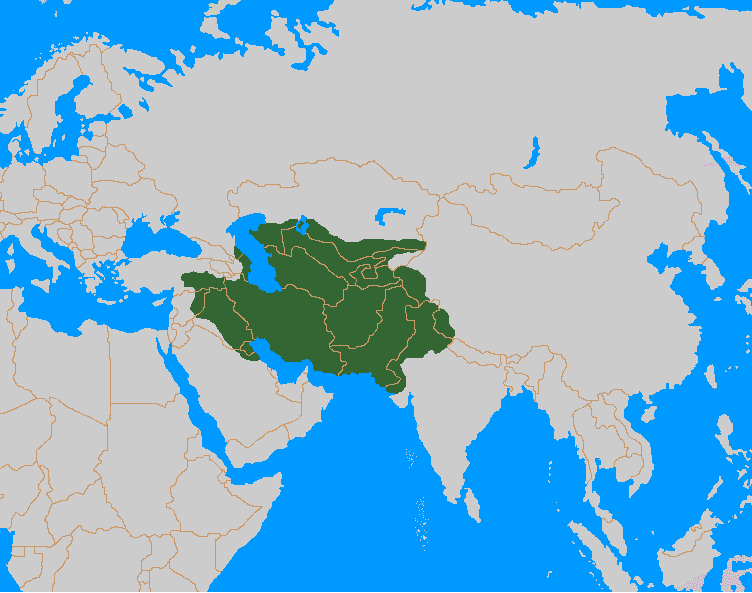
ティムール朝の領域
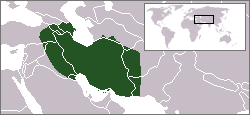
サファヴィー朝の領域